# Анна Померанская (1492)
Анна Померанская (пол. Anna Pomorska; 1492 — 25 апреля 1550) — принцесса из Померанского дома, жена князя Бжегского и Любинского Георга I (1481/1483 — 30 августа 1521).

## Биография
Анна была старшей дочерью герцога Померанского Богуслава X от брака с Анной Ягеллонкой, дочерью короля Польши Казимира IV. 9 июня 1516 года Анна вышла замуж за Георга I, князя Бжегского и Любинского. Этот брак, продолжавшийся до смерти Георга I в 1521 году, оказался бездетным.
В соответствии с завещанием Георга I Анна получила во владение Любинское княжество в качестве вдовьего удела и правила в нем до своей смерти в 1550 году, после чего Любинское княжество унаследовал ее племянник Фридрих III Легницкий.